# Jordi Hurtado
Jordi Hurtado Torres (Sant Feliu de Llobregat, 16 giugno 1957) è un doppiatore, conduttore radiofonico e conduttore televisivo spagnolo, noto principalmente per la conduzione del quiz televisivo Saber y ganar, che presenta ininterrottamente dal 1997.

## Biografia
Vive a Barcellona ed ha due figlie.

## Radio
- 1982 Radio al sol, Radio Barcelona della Cadena SER, Premio Ondas 1982.
- 1990 La alegría de la casa

## TV
- 1985-1988 Si lo sé no vengo con Virginia Mataix, di Sergi Schaaf
- 1989-1990, La liga del millón, Estudio Estadio
- 1991 Pictionary
- 1992 Carros de Juego
- 1994 ¿Cómo lo hacen? con Almudena Ariza
- 1997-in corso Saber y Ganar, di Sergi Schaaf